# Садовая Долина
Садо́вая Доли́на — посёлок в Предгорном районе (муниципальном округе) Ставропольского края России.
До 16 марта 2020 года входил в состав муниципального образования «Сельское поселение Нежинский сельсовет».

## География
Рядом с посёлком Садовая Долина (бывшее 2-е отделение ПСХ Зеленогорское санатория «Красные Камни» ЦК КПСС, Кисловодск) с 50-х годов цвели фруктовые сады. В 1985 году построен тепличный комплекс (до 2013 года — сельхозпредприятие «Зеленогорское»). Рядом с посёлком течёт река Подкумок. Есть колонка нарзанного источника от скважины нарзанного завода в пос. Мирный. Мимо посёлка проходит эксурсионный маршрут из Кисловодска на Медовые водопады (дорога идёт от трассы А157 через конзавод).
Расстояние до краевого центра: 133 км.
Расстояние до районного центра: 23 км.

## История
В 1972 году Указом Президиума ВС РСФСР поселок Подкумок переименован в Садовая Долина.
До 23 августа 1990 года входил в Нежинский сельсовет. 23 августа 1990 года решением Президиума Ставропольского краевого Совета народных депутатов образован Мирненский сельсовет с центром в посёлке Мирный, включающий посёлки Мирный и Садовая Долина.
16 декабря 1991 года решением Президиума Ставропольского краевого Совета народных депутатов посёлок Садовая Долина был передан из Мирненского сельсовета в Нежинский сельсовет.

## Население
| 1989 | 2002 | 2010 | 2014 |
| ---- | ---- | ---- | ---- |
| 278  | ↘255 | ↘202 | ↘200 |

По данным переписи 2002 года, в национальной структуре населения преобладают русские (79 %).